# Hillside (New Jersey)
Hillside – miejscowość  w hrabstwie Union w stanie New Jersey w USA. Według danych z 2010 roku Hillside zamieszkiwało ponad 21 tys. osób. Dane Hillside pokrywają się całkowicie z danymi Hillside Township.